# شاراپوفکا (استان بلگورود)
شاراپوفکا (انگلیسی: Sharapovka, Belgorod Oblast) یک شهرک در بخش نوووسکولسکی استان بلگورود کشور روسیه است.